# NGC 3142
NGC 3142 este o galaxie lenticulară situată în constelația Sextantul. A fost descoperită în 5 mai 1836 de către John Herschel.